# HD13079
HD13079 — хімічно пекулярна зоря спектрального класу F0, що має видиму зоряну величину в смузі V приблизно  8,9.
Вона  розташована на відстані близько 590,9 світлових років від Сонця.